# Bal (film)
Bal is een Turkse dramafilm uit 2010 onder regie van Semih Kaplanoğlu. Hij won met deze film de Gouden Beer op het Filmfestival van Berlijn.

## Verhaal
De kleine Yusuf is net op school begonnen. Hij gaat graag mee op pad met zijn vader Yakup, die imker is. Als op een dag de bijen van Yakup verdwijnen, trekt hij de bergen in. Yusuf praat als gevolg daarvan niet meer met zijn moeder. Als Yakup na verloop van tijd niet terugkomt, begint zowel Yusuf als zijn moeder zich zorgen te maken.

## Rolverdeling
- Bora Altaş: Yusuf
- Erdal Beşikçioğlu: Yakup
- Tülin Özen: Zehra